# フレイムギア
『フレイムギア』は、日本製のTRPG。作者は高平鳴海、霧岳朔夜 / スタジオ因果横暴。発売元は新紀元社。

## 概要
2020年の地球が舞台。プレイヤーキャラクター（以下PC）は「FLAME」と呼ばれる人型ロボットを操る「フレイムノーツ」となる。そして「アーロンダイト」と呼ばれる国連の特務機関に所属し、侵略者から地球を守る戦いに挑むことになる。

## 世界設定

### 敵勢力
地球外生命体や秘密結社など、様々な敵勢力が存在する。
ダインスレイブ
地球を攻撃する地球外生命体。漆黒の円盤を母艦としている。
機体には漢字で名前が付けられている。
ネオ・ミュートス
ミュートス・クラフトの残党。世界各国でテロ活動を行なっている。
FLAMEにはドイツ語で名前が付けられている。
ルナクロニア
月面都市を拠点とするクローン集団。権力闘争に負け地球から月へ左遷された元インフィニットの研究者リトヴァク博士を中心とする。宇宙への進出を狙っており、そのため地球を邪魔と考えている。しかし宣戦布告はしているが、大規模な戦いが起きているわけではない。
FLAMEにはウイスキーの名前が付けられている。
デスサイズ
表向きは軌道エレベーター管理機構である秘密結社。元は世界経済を牛耳る組織であったが、FLAME生産企業集合体のインフィニットが台頭してきたことから、そこを潰し、再び勢力を戻そうとしている。直接衝突する以外にも、ルナクロニアを利用し、アーロンダイトを攻撃するなどの策謀を巡らすことも。
FLAMEにはソロモン72柱などの悪魔の名前が付けられている。
シェゾリア・シェストリ（SS）
異次元からの侵略者。トカゲのような姿をしており、魔術を使った戦いを得意とする。
魚や恐竜など、様々な生物の形をした巨大兵器「魔導機」に搭乗する。
ゴープ
地球の裏側に住む地底人。地上を征服しようとしている。金を優れた装甲に加工する技術などを持っている。
生体と機械を融合させた巨大モンスター「地機獣」に搭乗する。

### 用語
FLAME
パイロットが搭乗して操る人型ロボット。
フレイムノーツ
SEDに適合した者たち。PC。
SED（ソウル・エフェクト・ドライブ）
FLAMEに必ず搭載されている装置。重力バランサーの他、強力な防御フィールドである「アストラル・コーティング」を機体に張ることができる。更に、適合者であれば“思い”や“感情”といった形無き“精神力”を、物理干渉可能な“力場”に変換し、ソウルエフェクトを発動させることが可能。
ソウルエフェクト
フレイムノーツがSEDの真価を発揮した時に得られる特殊効果。

## システム

### 行為判定
PCと戦友（NPC扱い）との交流イベント「コンタクトイベント」では、トランプにより成否判定をする。また、ストーリー進行上必要な状況を解決する「イベント」では、状況個々に対するPC全員のトランプの合計値で成否判定する。
戦闘の行為判定は、10面ダイスを数個振って、その中の「任意の2つのダイス」の合計値を達成値として算出する。選んだダイスが「10・10」であった場合、クリティカルが発生する（1個しか振らない場合は発生しない）。対抗判定では、達成値が同値の場合、PCが優先される。

## クラスとスタイル
クラス（PCの方向性）やスタイル（立場）などを決める。

### クラス
コマンダー（COMMANDER）
指揮官タイプ。
ヴァリアント（VARIANT）
白兵戦に特化したクラス。
アサルトガンナー（ASSAULT GUNNER）
近〜中距離で移動しながらの射撃を得意とする。
スナイパー（SNIPER）
射撃に特化したクラス。
ランチャー（LAUNCHER）
ミサイルやロケットなど誘導兵器の扱いに長けたクラス。ハイリスク・ハイリターンなタイプ。
サプリメント「アイアンブレイブ」で、下記の2クラスが追加された。
ガード（GUARD）
前衛にて、味方の援護や敵の足どめを得意とするクラス。
トリックスター（TRICK STAR）
直接的な攻撃を得意としない代わりに、突拍子もない行動で戦場を混乱させるクラス。

### スタイル
運命の少年
運命に翻弄される若者（男女含む）。戦いにおいて奇跡をもたらす。
強化兵士
手術や薬物などにより無理矢理強化された者。
英雄の友
英雄を支える者。支援が得意。
錆びた栄光
かつてのエースである老兵。
恋する乙女 / 漢
恋をする者。または恋に憧れる者。愛（ラヴ）のソウルエフェクトを持つ。
裏切りのエース
かつてはアーロンダイトに敵対していた者。SEDカードに関するソウルエフェクトが得意。
現代の魔術師
魔術師の子孫。強力なソウルエフェクトを行使する。
異世界人
異世界出身者。
発明王
自らフレイムノーツとなっている研究家。用意周到なタイプ。
ギャンブラー
ギャンブルに生きる者。ソウルエフェクトも運任せ。
サプリメント「アイアンブレイブ」で、下記の5スタイルが追加された。
AI
人間の意志をデータ化して脳から取り出した存在。他者の機体をコントロールする事が出来る。
契約の一族
はるか昔から古の技で世界の平和を守ってきた存在。古代から伝えられた技や武具を持つ。
聖職者
神の声を聞き、その教えに従う者。祈りによって、仲間の傷や弾切れを癒す。
超能力者
魔術とは異なる「超能力」を持つ。
ノスフェラトゥ
妖怪や吸血鬼などといった古時代より、死から遠い存在。

## FLAME
FLAMEは基本骨格になる「シャーシ」に、カウル（外装）やガジェット（追加装備）などの様々なパーツを付けて作成していく。

### シャーシのカテゴリー
ジャケット
頭上高約4mの小型シャーシ。
スタンダード
頭上高約15mの中型シャーシ。
ヴァリアブル
頭上高約18mの可変中型シャーシ。戦闘機形態に変形できるtype-S（スカイ）、潜水艦形態に変形できるtype-M（マリン）の2タイプがある。
ギガース
頭上高約30〜50mの大型シャーシ。
ギガース type-V（ヴァリアブル）
頭上高約30〜50mの可変大型シャーシ。戦闘機形態と潜水艦形態の両方に変形可能。
ネイチャー
頭上高約22mの特殊シャーシ。生体パーツを多用しており、筋肉まで再現されている。FLAME作成時には選べず、テストパーツとしてのみ入手可能。

## 書誌情報
- 『ロボットシミュレーションTRPG フレイムギア』　（基本ルールブック）　　ISBN 978-4775307199
- 『武装合神アイアンブレイブ』　（サプリメント）　　ISBN 978-4775307960